# STS-103
STS-103は、ディスカバリーを用いて行われたハッブル宇宙望遠鏡のサービスミッションである。1999年12月19日にフロリダ州のケネディ宇宙センターから打ち上げられ、同年12月27日に地球に帰還した。

## 乗組員
- 船長 - カーティス・ブラウン(6)
- 操縦手 - スコット・ケリー(1)
- ミッションスペシャリスト1 - スティーヴン・スミス（英語版）(3)
- ミッションスペシャリスト2 - ジャン＝フランソワ・クレルボワ（英語版）,ESA(3)
- ミッションスペシャリスト3 - ジョン・グランスフェルド（英語版）(3)
- ミッションスペシャリスト4 - マイケル・フォール(1)
- ミッションスペシャリスト5 - クロード・ニコリエ,ESA(4)

### 船外活動
1回目
- スミスとグランスフェルド
- 開始：1999年12月22日18時54分(UTC)
- 終了：1999年12月23日03時09分(UTC)
- 時間：8時間15分

2回目
- フォールとニコリエ
- 開始：1999年12月23日19時06分(UTC)
- 終了：1999年12月24日03時16分(UTC)
- 時間：8時間10分

3回目
- スミスとグランスフェルド
- 開始：1999年12月24日19時17分(UTC)
- 終了：1999年12月25日03時25分(UTC)
- 時間：8時間8分

## ハイライト
STS-103の主目的は、ハッブルサービスミッション3Aであった。STS-103では4度の船外活動が予定されており、4人の乗組員がペアを組んで交互に望遠鏡の更新、改修を行った。
NASA当局は、ハッブル宇宙望遠鏡の6つのジャイロスコープのうち3つが故障した後の2000年6月、サービスミッションの一部を前倒しすることを決定した。要求される非常に正確な位置を保つためには、3つのジャイロスコープが機能を維持していなければならなかず、NASAは4つ目のジャイロスコープが故障する前にミッションを行う必要があると考えた。1993年12月のSTS-61で4つのジャイロが設置され、1997年2月のSTS-82で6つ全てのジャイロが機能した。それ以降、1997年に1つめ、1998年に2つめ、1999年に3つめのジャイロが故障した。ハッブルチームは、故障の原因が解明できると考えていたが、ジャイロが地球に戻ってくるまで、はっきりした原因は分からなかった。修理を行う乗組員が到着するまで望遠鏡は軌道上に安全に留まったが、ジャイロスコープが3つ未満になると科学的な観測を妨げたはずである。
ハッブル宇宙望遠鏡のジャイロは、気体軸受の周りを19,200 rpmの定速で回転する。このホイールは、気密シリンダーに収められ、濃い液体の中を漂っている。電気は、人間の髪の毛ほどの細いワイヤを通してモータに運ばれる。組立てに用いる圧縮空気中の酸素が腐食、破断の原因になったと考えられている。そのため新しいジャイロは、酸素の代わりに窒素を用いたものであり、それぞれのジャイロスコープはRate Sensorに収められた。Rate Sensorは、対としてRate Sensor Unit (RSU)に収められた。STS-103の乗組員が交換したのは、このRSUである。RSUはそれぞれ11.0kgの重量で、大きさは325×267×226mmである。
12月のミッションで6つ全てのジャイロスコープを交換したのに加え、Fine Guidance Sensor (FGS)と宇宙船のコンピュータも交換された。新しいコンピュータは、飛行ソフトウェアのメンテナンスの負荷を減らし、費用を著しく削減した。新しいコンピュータは、それまで使われていたDF-224コンピュータと比べ、速度は20倍、メモリーは6倍であった。重量は32.0kgで、大きさは478×457×330mmである。設置されたFGSは、サービスミッション2で地球に戻され、修理が終わったものであった。重量は217kgで、大きさは1.68×1.22×0.61mである。
宇宙船がセーフモードに入った時に、バッテリーの過充電と過熱から宇宙船を守るためにvoltage/temperature improvement kit (VIK)も設置された。VIKは、バッテリーを守るために、充電のカットオフ電圧をより低いレベルに修正した。VIKの重量は、約1.4kgである。
この修理ミッションでは、新しいS-Band Single Access Transmitter (SSAT)も設置された。ハッブルは2つの相同なSSATを搭載し、1つだけを運用することができる。SSATはハッブル宇宙望遠鏡からNASAのTracking Data Relay Satellite System (TDRSS)を介して地上にデータを送るもので、1998年に故障したものと交換された新しい送信機である。SSATの重量は3.9kgで、大きさは356×203×70mmである。
大量のデータを効率よく処理するために、予備の半導体メモリも設置された。2度目のサービスミッションの前までは、ハッブルは3つの1970年代風のリール式テープレコーダを用いていた。2度目のサービスミッションで、この機械式レコーダの1つがデジタルの半導体メモリと交換された。このミッションで2つめの機械式レコーダが2つめの半導体メモリと交換された。新しいレコーダは、古いものと比べ約10倍のデータを保持することができた（1.2ギガバイトに対して12ギガバイト）。レコーダの重量は、11.3kgで、大きさは12×9×7インチである。
最後の船外活動では、劣化した望遠鏡外側の絶縁体が交換された。絶縁体は、ハッブル内部の温度調整のために必要である。New Outer Blanket Layer (NOBL)とShell/Shield Replacement Fabric (SSRF)がハッブルを宇宙の厳しい環境から守っている。これらにより望遠鏡は、90分の周期毎に日向から日陰に入る際の急激で大幅な温度変化から守られる。
STS-103では、Student Signatures in Space (S3)プログラムの一環として、数十万の生徒の署名も運ばれた。このユニークなプロジェクトでは、選ばれた小学校の生徒の写真を撮影してポスターが作られ、ディスクにスキャンされてスペースシャトルに搭載された。
また、このミッションでディスカバリーは、スペースシャトル計画の歴史上最高高度で609kmの軌道に達した。これはディスカバリーとして最後の単体での宇宙飛行となり、この後のディスカバリーのミッションは全て国際宇宙ステーションへのミッションとなった。
ミッションスペシャリストの1人であるジョン・グランスフェルドは、ディスカバリーに「火星の旗」を持ち込んだ。

火星の旗

## 起床コール
NASAは、ジェミニ計画の時から伝統的に宇宙飛行士のために音楽を用いており、アポロ15号の時に初めて起床用に用いた。それぞれの曲は、しばしば彼らの家族が特別に選んだものであり、各々の乗組員にとって特別な意味があるか、日々の活動に適したものである。
| 日    | 曲                           | 歌手/作曲家                              |
| ----- | ---------------------------- | ---------------------------------------- |
| 2日目 | "Taking Care of Business"    | バックマン・ターナー・オーヴァードライヴ |
| 3日目 | "Rendezvous"                 | ブルース・スプリングスティーン           |
| 4日目 | "Hucklebuck"                 | ボー・ジョック                           |
| 5日目 | "Only When I Sleep"          | ザ・コアーズ                             |
| 6日目 | "Magic Carpet Ride"          | ステッペンウルフ                         |
| 7日目 | "I'll Be Home for Christmas" | ビング・クロスビー                       |
| 8日目 | "We're So Good Together"     | リーバ・マッキンタイア                   |
| 9日目 | 『カップ・オブ・ライフ』     | リッキー・マーティン                     |